# 합포여자중학교
합포여자중학교(合浦女子中學校)는 대한민국 경상남도 창원시 마산회원구 회성동에 있는 공립 중학교이다.

## 학교 연혁
- 1982년 11월 2일 : 합포여자중학교 설립인가
- 1983년 3월 11일 : 제1학년 574명으로 개교
- 2023년 2월 10일 : 제38회 졸업장 수여(졸업생 55명, 누계 11,896명)
- 2023년 3월 2일 : 제41회 입학식(1학급 29명)
- 2023년 9월 1일 : 제18대 정의진 교장 취임

## 참고 자료
- 합포여자중학교 - 한국교육학술정보원 학교알리미